# Senaat-Sahm III
De Senaat-Sahm III regeerde in de vrije stad Danzig van 18 december 1928 tot 9 januari 1931.